# Nasnaran
Espèce
Nasnaran est le nom admis dans les langues occidentales de Citrus amblycarpa et validé en français par Camille Jacquemond (2013). Il s'agit d'un agrume sauvage originaire de l'ouest de Java, présent en Indonésie, Malaisie, au Laos, quelquefois cultivé à Java et Timor pour sa feuille et son petit fruit acide et aromatique.
T. Tanaka (1933) s'est penché sur sa présence en Inde, «sans doute plusieurs formes de la section Acrumen sont signalées de diverses régions de l'Inde, mais leur identification botanique est extrêmement difficile» écrit-il.

## Dénomination
Localement il est nommé comme une lime acide, djeroeck leemoen, limau est utilisé dans une publication académique indonésienne. Les noms suivants sont utilisés: Jeruk sambal ou jeruk limau  en indonésien, Jherruk bujhel ou jherruk sambhel en madurais, Jeruk limo en sondonésien, Jeruk sambal en javanais.
Nasnaran ou nasnaran mandarin sont utilisés en anglais

### taxonomie et phylogénie
Décrit comme C. limonellus Hassk.Tonkin, cultivé (R. P. Bon) ou C. limonellus Hassk. var. amblycarpa Hassk., Citrus amblycarpa Hassk, Ochse & De Vries.(1917), Tanaka (1930).
Il a été classé comme hybride de mandarine: C. reticulata, C. nobilis Lour. var amblycarpa Hassk, Ochse & De Vries[11], Auguste Chevalier écrit (1943) «Plante voisine de C. nobilis mais à petits fruits acides. Est peut- être C. acerba Léveillé de Chine = C. nobilis Lour. var. spontanea Ito des Iles Lut Chu». Vavilov (1936) le regroupe dans les fruitiers de la zone subtropicale avec yuzu, ichang lemon [centre secondaire important ; espèce extraordinairement riche en formes], C. nobilis Lour, (probablement centre secondaire], ponkan, C. tarbiferox Tan. (endémique chinois), C. erythrosa Tan. (endémique), C. kinokuni Tan. (endémique de la Chine et du Japon), Fortunella margarita, etc.. En Inde et au Sri Lanka il a été donné pour un kumquat C. japonica Thumb.
Frœlicher et al. montrent (2011) sur base génétique que C. amblycarpa a une position intermédiaire entre C. micrantha (agrume sauvage des Philippines, géniteur des limes) et C. hystrix d'un côté et le groupe des mandarines acides (mandarines Depressa, Sunki, Cleopatra et Sun Chu Cha Kat). Il serait très probablement selon eux un hybride de mandarine: (C. amblycarpa x) Sun Chu Cha Kat. Cette mandarine Sun Chu Sha Kat est une mandarine sauvage ancestrale chinoise sans mélange interspécifique dont la diffusion est vaste et dont un proche parent est le Shikuwasa.
Dans sa thèse (2022) P. Tiyara analyse de 5 marqueurs ISSR d'une collection d'agrumes indonésiens, il distingue 2 groupes: le premier autour de C. jambhiri qui est différent du second nasnaran (C. amblycarpa) et combavas (C. hystrix).

## Morphologie

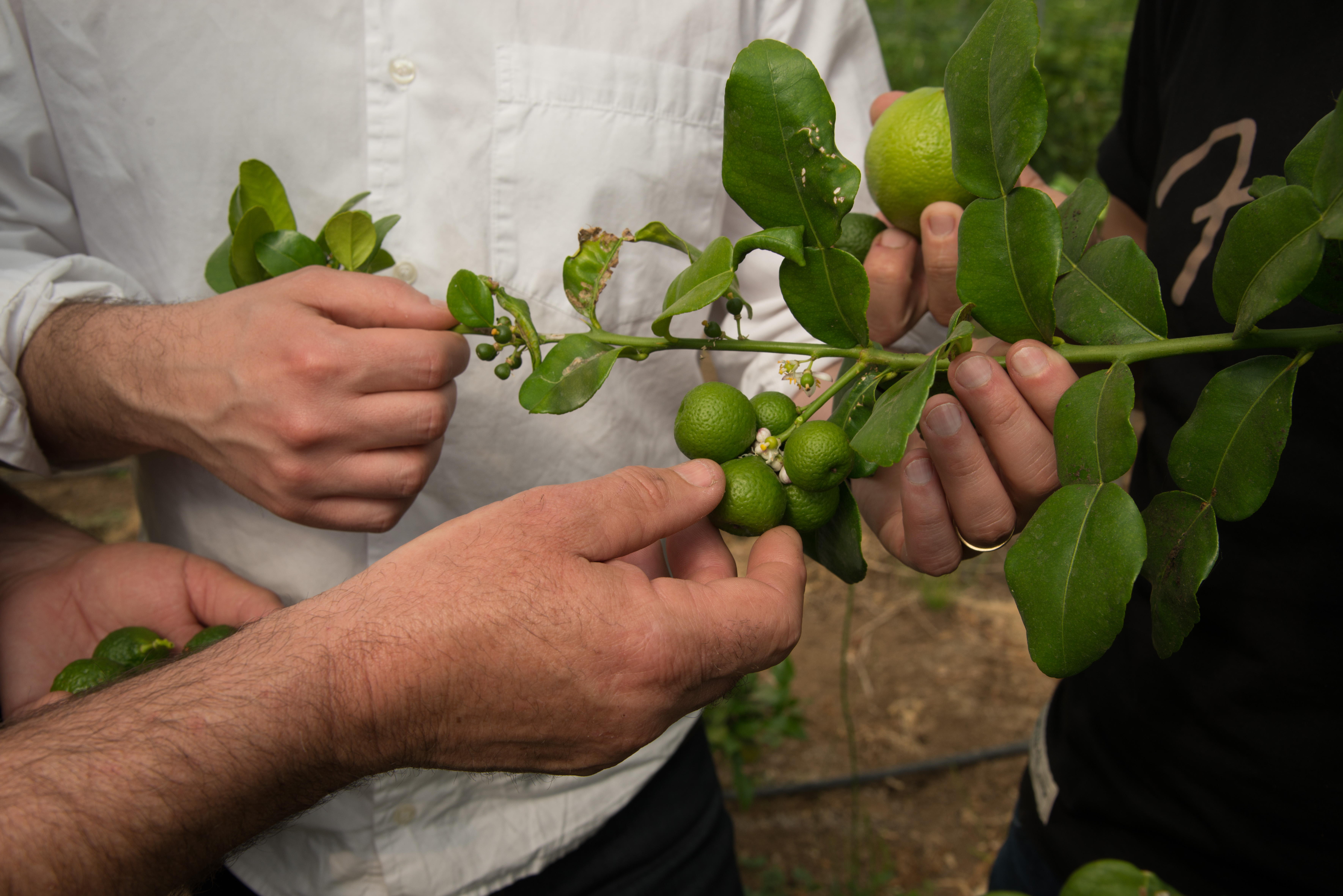
le fruit ressemble aux petits combava mais la feuille est simple

Arbuste de 2 à 7 m, feuilles au limbe ovale-oblong à lancéolé de 4 à 8 cm, à pétiole (1 cm) articulé ordinairement sans ailes.
Le fruit ressemble à une petite mandarine de 1,5 à 3,5 cm de diamètre, déprimée au sommet; peau parfumée très adhérente, le jus est très acide.

## Utilisation
Sa valeur décorative et son parfum justifient son utilisation comme arbre en pot ou de jardin. Bien que subtropicale la plante est réputée résistante au froid, elle est donnée rusticité USDA zone 7b.

### Porte-greffe
Il est utilisé comme porte-greffe d'oranges douces au Pendjab. Il est vigoureux sur des sols légers et sols humides et tolérant à la tristeza (CTV), peu affecté par les virus de l'exocortis, de la cachexie et de la xyloporose. Il accepte des greffons des vieux arbres infestés de nombreux pathogènes (1968). Une publication indonésienne a mis en évidence son absence de réaction aux stress de salinité et de sécheresse.

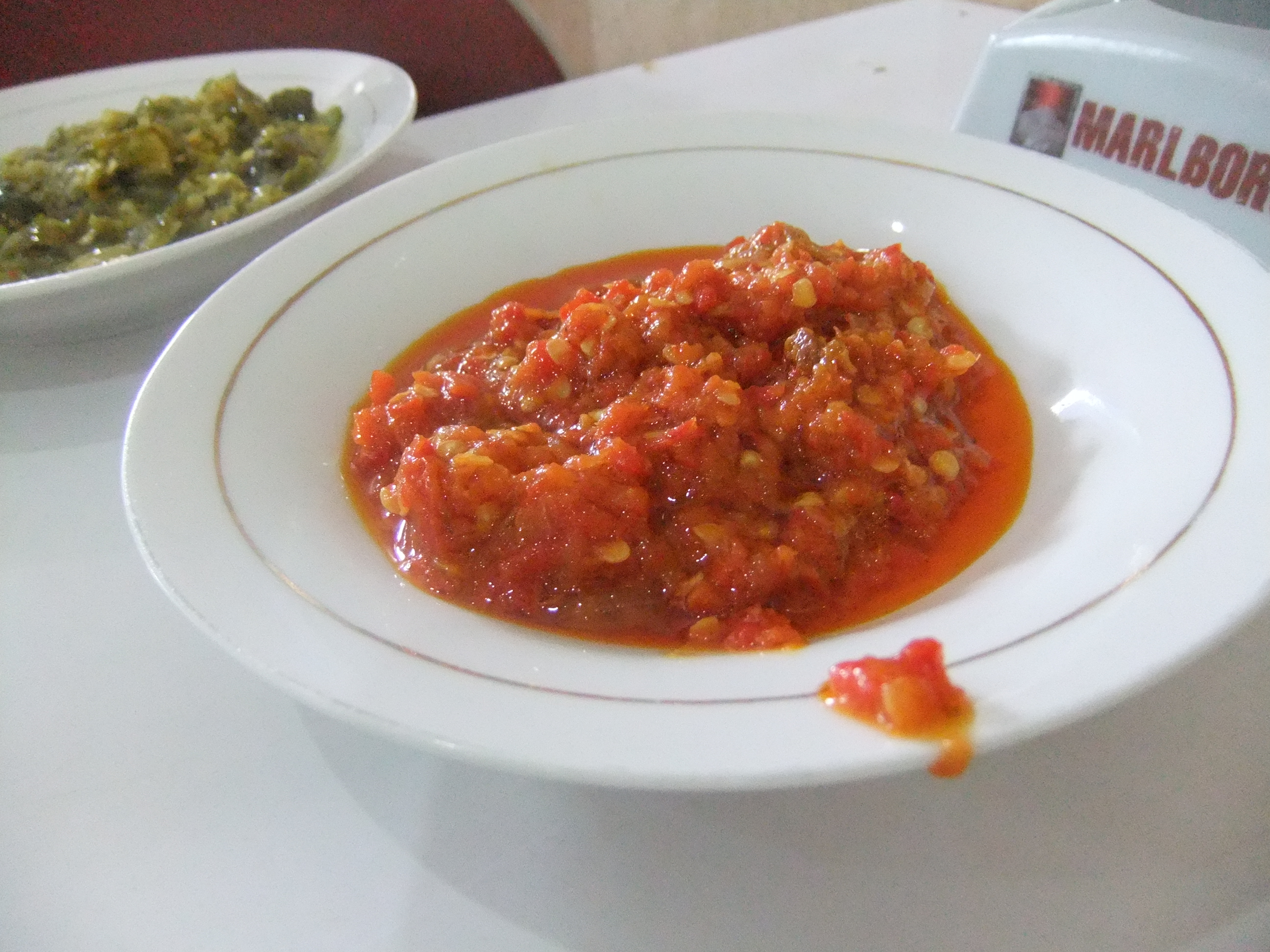
Le Sambal de la cuisine Indonésienne est une sauce épicée avec une gout d'agrume (nasnaran) qui évoque le rougail et son gout de combava.

### Epice
Claudine Friedberg (1971) signale sa culture par semis au centre du Timor, dans les jardins des Bunaq avec élimination des plantes non fidèles à l'original.
Les feuilles riches en vitamine E sont utilisées comme condiment, le gout est proche du combava dont il est un substitut, il est ajouté aux sauces épicés ou en assaisonnement. Le jus des fruits immatures et les fruits  parfumés servent de condiment dans le sambal ou les nouilles frites bahmie.  

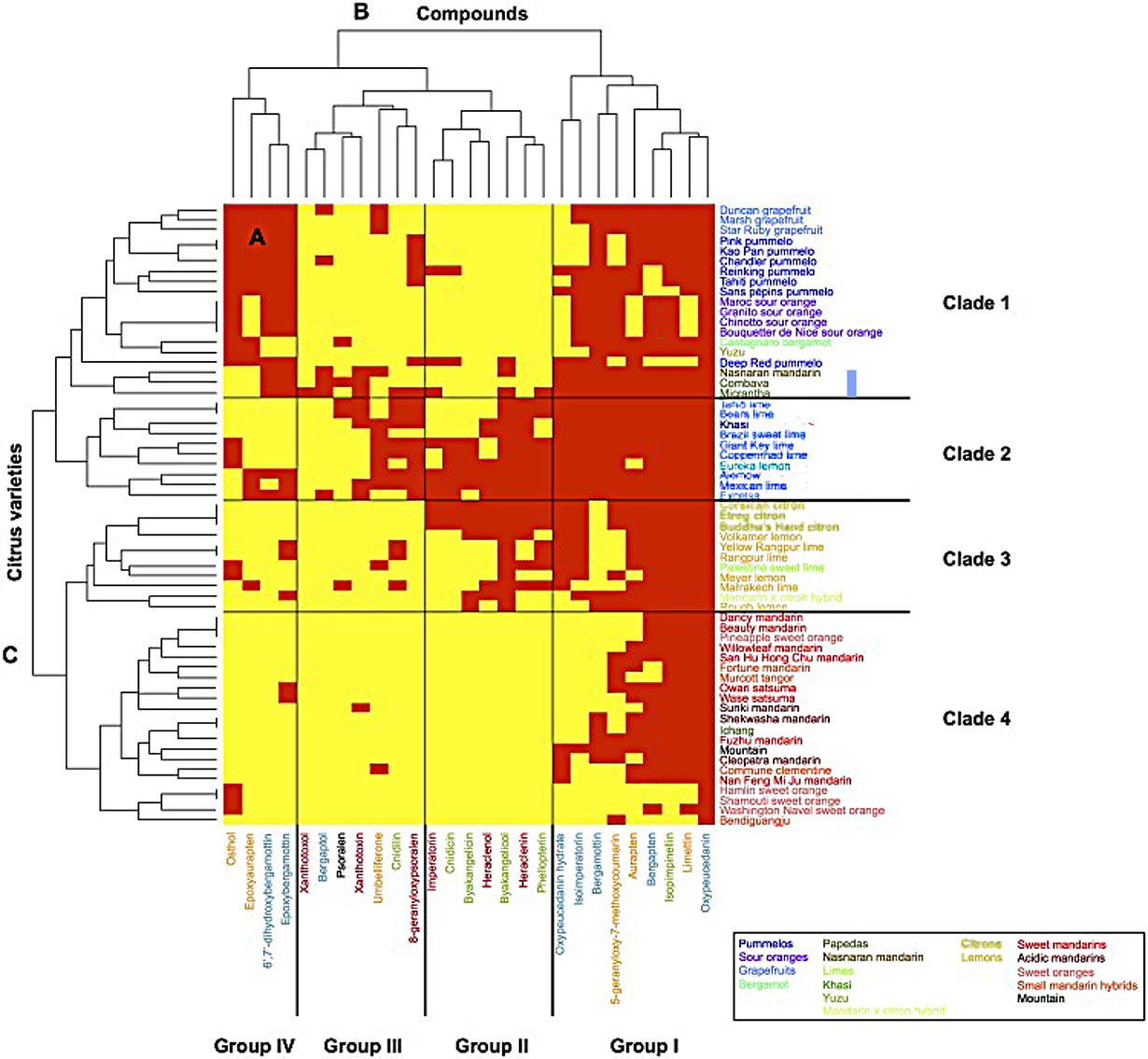
Nasnaran en bas du clade 1 (trait bleu) est proche de Combava et Citrus micrantha, phylogénétiquement et par sa teneur en coumarines et composés.

### Huile essentielle
Audray Dugrand-Judek et al. (Université de Lorraine, 2015) dans l'analyse de la distribution des coumarines et des furanocoumarines chez les espèces d'agrumes montrent qu'elle correspond à leur phylogénie. Ils sont classés en 4 clades dont le n°1 est composé de  pomélos, oranges amères, pamplemousses, combava, la bergamote, le citron Eureka et de Nasnaran. Les auteurs poursuivent : «La mandarine Nasnaran est un hybride direct mandarine-papeda avec un mitotype papeda. Cet hybride présente un fort parfum de papeda, bien qu'il ressemble à une mandarine. Ici, son profil est plus étroitement lié aux papedas, en particulier Combava» (par papeda ces auteurs entendent nasnaran, combava, micrantha, ichang).  
L'extrait de fruit contient de l'acide 6-octadécénoïque et la divers composés parfumés suivants  α-sinensal (note citronnée), α-limonène (note fraiche d'agrume), β-citronellal (note combava, citronnelle), citronellol et sabinène (note combava).